# Wahlen zum Senat der Vereinigten Staaten 2000
Am 7. November 2000 wurde in den Vereinigten Staaten ein Drittel der Mitglieder des  US-Senats gewählt. Die Wahlen waren Teil der allgemeinen Wahlen in jenem Jahr, bei denen auch alle Abgeordneten des Repräsentantenhauses gewählt wurden. Darüber hinaus fand am gleichen Tag auch die Präsidentschaftswahl statt, die von George W. Bush gewonnen wurde.
Im Senat stellt jeder der 50 Bundesstaaten 2 Abgeordnete. Nach der Verfassung der Vereinigten Staaten werden US-Senatoren auf sechs Jahre gewählt. Allerdings werden nie alle Senatsmitglieder gleichzeitig gewählt. Die Wahlen folgen einem Schema, wonach alle zwei Jahre ein Drittel der Senatoren zeitgleich mit den Wahlen zum US-Repräsentantenhaus gewählt werden. Zu diesem Zweck ist der Senat in drei Klassen eingeteilt, die das Wahljahr der Senatoren bestimmen.  Im Jahr 2000 standen die Senatoren der Klasse I zur Wahl.
Vor der Wahl waren 54 Senatoren Republikaner und 46 Demokraten. Bei der Wahl verloren die Republikaner vier Sitze an die Demokraten. Somit ergab sich ein Patt von 50 republikanischen Senatoren gegen 50 demokratische. Für 17 Tage wurde dieses Patt durch die Stimme des demokratischen Vizepräsidenten Al Gore, der als formeller Präsident des Senats amtierte, zu Gunsten der Demokraten überbrückt. Am 20. Januar 2001 übernahm der Republikaner Dick Cheney das Amt des Vizepräsidenten und damit auch den formalen Vorsitz im Senat. Durch seine Stimme kippte nun die Mehrheit zu Gunsten der Republikaner. Dieser Zustand hielt bis zum 6. Juni 2001 an. An diesem Tag verließ Senator Jim Jeffords die republikanische Fraktion. Er erklärte sich als unabhängiger Senator und stimmte fortan mit den Demokraten.
Zu Veränderungen nach der Wahl siehe auch Liste der Mitglieder des Senats im 107. Kongress der Vereinigten Staaten.

## Ergebnisse

Machtverhältnisse im Senat am 4. Januar 2001
50 Demokratische Senatoren
50 Republikanische Senatoren

|                                                     | Partei (Schattierung zeigt Mehrheitspartei) D = Demokraten I = Independent (Unabhängige) R = Republikaner IMN = Independence Party of Minnesota | Partei (Schattierung zeigt Mehrheitspartei) D = Demokraten I = Independent (Unabhängige) R = Republikaner IMN = Independence Party of Minnesota | Partei (Schattierung zeigt Mehrheitspartei) D = Demokraten I = Independent (Unabhängige) R = Republikaner IMN = Independence Party of Minnesota | Partei (Schattierung zeigt Mehrheitspartei) D = Demokraten I = Independent (Unabhängige) R = Republikaner IMN = Independence Party of Minnesota | Gesamt |   | Bemerkungen |  |  |
| --------------------------------------------------- | --- | --- | --- | --- | ------ | - | --- |  |  |
|                                                     | | | | | Gesamt |   | |  |  |
| D                                                   | U | R | IMN | Vakanzen | Gesamt |   | Bemerkungen |  |  |
| Ende des 106. Kongresses                            | 46 | 0 | 54 | 0 | 100    | 0 | |  |  |
|                                                     | | | | |        |   | |  |  |
| Beginn der Legislaturperiode war der 3. Januar 2001 | 50 | 0 | 50 | 0 | 100    | 0 | Der scheidende Vizepräsident Al Gore (D) entscheidet bei einem Patt mit seiner Stimme                                               |  |  |
| 20. Januar 2001                                     | 50 | 0 | 50 | 0 | 100    | 0 | Der neue Vizepräsident Dick Cheney (R) entscheidet bei einem Patt mit seiner Stimme.                                                |  |  |
| 6. Juni 2001                                        | 50 | 1 | 49 | 0 | 100    | 0 | Jim Jeffords wechselt von den Republikanern zu den Unabhängigen und stimmte für die Demokraten.                                     |  |  |
| 25. Oktober 2002                                    | 49 | 1 | 49 | 0 | 99     | 1 | Paul Wellstone (D) verstirbt. |  |  |
| 5. November 2002                                    | 49 | 1 | 49 | 1 | 100    | 0 | Dean Barkley (Reform Party) übernahm Wellstones Sitz.                                                                               |  |  |
| 25. November 2002                                   | 48 | 1 | 50 | 1 | 100    | 0 | Jim Talent (R) übernahm den Sitz von Jean Carnahan (D). Es gab aber keine Reorganisation, da der Senat keine Sitzungsperiode hatte. |  |  |
| 30. November 2002                                   | 48 | 1 | 49 | 1 | 99     | 1 | Rücktritt von Phil Gramm (R) |  |  |
| 2. Dezember 2002                                    | 48 | 1 | 50 | 1 | 100    | 0 | John Cornyn (R) wurde Gramms Nachfolger                                                                                             |  |  |
| Abschließendes Stimmenverhältnis                    | 49 % | 49 % | 50 % | 1 % |        |   | |  |  |
|                                                     | | | | |        |   | |  |  |
| Anfang des 108. Kongresses                          | 48 | 1 | 51 | 0 | 100    | 0 | |  |  |

Absolute Stimmen bei der Wahl am 7. November 2000:
Demokraten: 36,780,875 Stimmen (47,04 %) Zugewinn von 4 Mandaten auf 50 Sitze
Republikaner: 36,725,431 Stimmen (46,96 %) Verlust von 4 Mandaten auf 50 Sitze.
Sonstige: 4,685,491 Stimmen (6,0 %). Keine Mandate.

## Personelle Veränderungen
Insgesamt konnten die Demokraten sechs zuvor von den Republikanern gehaltene Sitze erringen. Als Amtsinhaber verloren in Delaware William V. Roth gegen Tom Carper, in Michigan Spencer Abraham gegen Debbie Stabenow, in Minnesota Rod Grams gegen Mark Dayton, in Missouri John Ashcroft gegen Mel Carnahan und in Washington Slade Gorton gegen Maria Cantwell. Außerdem trat in Florida Connie Mack nicht mehr an, dessen Parteikollege Bill McCollum dem Demokraten Bill Nelson unterlag.
Gleichzeitig wechselten aber auch zwei Mandate von den Demokraten zu den Republikanern. In Virginia musste Chuck Robb seinen Sitz an George Allen abtreten; in Nevada verzichtete Richard Bryan auf die Wiederwahl, woraufhin der an seiner Stelle nominierte Edward M. Bernstein eine deutliche Niederlage gegen John Ensign hinnehmen musste.
Drei weitere demokratische Senatoren ließen die Möglichkeit zur Wiederwahl ungenutzt, wobei ihre Partei die Sitze jeweils halten konnte. In Nebraska folgte Ben Nelson auf Bob Kerrey, in New Jersey Jon Corzine auf Frank Lautenberg und in New York Hillary Clinton auf Daniel Patrick Moynihan.